# Castelo de Viana do Alentejo
O Castelo de Viana do Alentejo localiza-se na vila, freguesia e Município de Viana do Alentejo, no Distrito de Évora, em Portugal.
Aproximadamente equidistante das cidades de Évora e de Beja, o castelo ergue-se no sopé sul do monte de S. Vicente, em posição dominante sobre a parte antiga da vila. É considerado, juntamente com o Castelo de Alvito, um dos mais notáveis conjuntos arquitetónicos fortificados do final do período gótico. O seu nome, Viana do Alentejo, liga-se ao título nobiliárquico da família Meneses, primeiros condes de Viana, que se destacaram nas campanhas portuguesas do Marrocos no século XV.
O castelo encontra-se classificado como Monumento Nacional por Decreto publicado em 23 de junho de 1910.

## História

### Antecedentes
Acredita-se que a primitiva ocupação de seu sítio remonte à época da Invasão romana da Península Ibérica, a julgar pelos testemunhos arqueológicos encontrados nas redondezas, em particular no sítio de Paredes 38° 20′ 20″ N, 7° 58′ 48″ O e no local da ermida de Nossa Senhora d'Aires, onde foram identificados restos de edificações, de uma necrópole com lápides funerárias e de moedas romanas da época dos primeiros imperadores. As invasões de povos germânicos e, posteriormente, de Muçulmanos mantiveram a exploração agrícola da região, que perdurava, quando foi alcançada pelas lutas da Reconquista cristã, quando entrou na posse de Portugal à época da conquista das vizinhas Évora e Beja.

### O castelo medieval
Os seus domínios, primitivamente integrantes de uma herdade denominada "Foxem", de propriedade da Câmara Municipal de Évora, foram por esta doados, nos primeiros anos da segunda metade do século XIII, a Egídio Martins, mordomo da Cúria no tempo de Afonso III de Portugal (1248-1279), mantendo-se na posse de seus descendentes.
Após o falecimento de D. Martim Gil, senhor destes domínios, o rei Dinis de Portugal (1279-1325) tomou posse dos mesmos, passando Carta de Foral à povoação (1313) documento onde é denominada como Viana-de-a-par-de-Alvito, regulando-lhes as relações e doando cem libras para as suas obras de fortificação. Iniciaram-se, assim, as obras de construção do castelo e da cerca da vila. No ano seguinte (1314), a vila e seus domínios foram doados pelo soberano a seu filho, o futuro Afonso IV de Portugal, com a cláusula de o não trespassar a ninguém, salvo à esposa, a infanta castelhana D. Beatriz, o que ele efetivamente fez, em 1357, poucos dias antes de falecer.
Sob o reinado de João II de Portugal (1481-1495), estas defesas foram remodeladas, uma vez que o soberano, tendo reunido as Cortes em Évora a 12 de novembro de 1481, depois as transferiu para Viana, onde vieram a encerrar-se a 7 de abril de 1482. Na ocasião, o soberano utilizou o Castelo de Viana como residência temporária. Fato semelhante repetiu-se em 1489, tendo Viana de Alvito sido escolhida como palco para as grandes festividades realizadas por ocasião das bodas de seu filho, o príncipe D. Afonso, com a infanta D. Isabel de Castela, em janeiro e fevereiro de 1491, para o que foram também promovidas remodelações na Igreja Matriz.
Esses trabalhos tiveram continuidade sob o reinado de seu sucessor, Manuel I de Portugal (1495-1521), com obras sob a direção dos arquitetos Martim Lourenço, Diogo e Francisco de Arruda. No castelo, destaca-se a construção de um novo pano de muralhas devidamente ameado.
Nos séculos seguintes, entretanto, foram desaparecendo os pontos de referência do castelo, notadamente os fossos envolventes e as pontes pelas quais se acedia ao castelo.

### Do século XX aos nossos dias
A intervenção do poder público, entretanto, só se fez sentir na década de 1940, com obras a cargo da Direcção-Geral dos Edifícios e Monumentos Nacionais, tendo se procedido trabalhos de consolidação e restauro nas muralhas e nas ameias.

## Características
O castelo, de estilo gótico, apresenta além de volumes trecentistas, adornos em estilo manuelino e mudéjar, fruto dos diversos períodos construtivos. Em linhas gerais conserva planta pentagonal irregular, constituída pela articulação de cinco cortinas de muralhas, amparadas por cubelos cilíndricos nos vértices, delimitando o terreiro. O topo destas é percorrido por adarve e os cubelos são arrematados por coruchéus de alvenaria. O maior destes cubelos foi convertido em Torre de Menagem. As fachadas a Sul, Leste, Oes-nordeste e Noroeste são arrematadas por merlões e ameias. Nas cortinas a Sul e a Noroeste rasgam-se, respectivamente a Porta da Matriz e a da Misericórdia, esta última abrindo-se diretamente para o nártex do templo.
Intramuros, o castelo complementa-se com as edificações das igrejas da Misericórdia e da Matriz, da antiga Câmara Municipal e da Capela de Santo António, valorizados pela harmonia dos jardins envolventes.

## Galeria

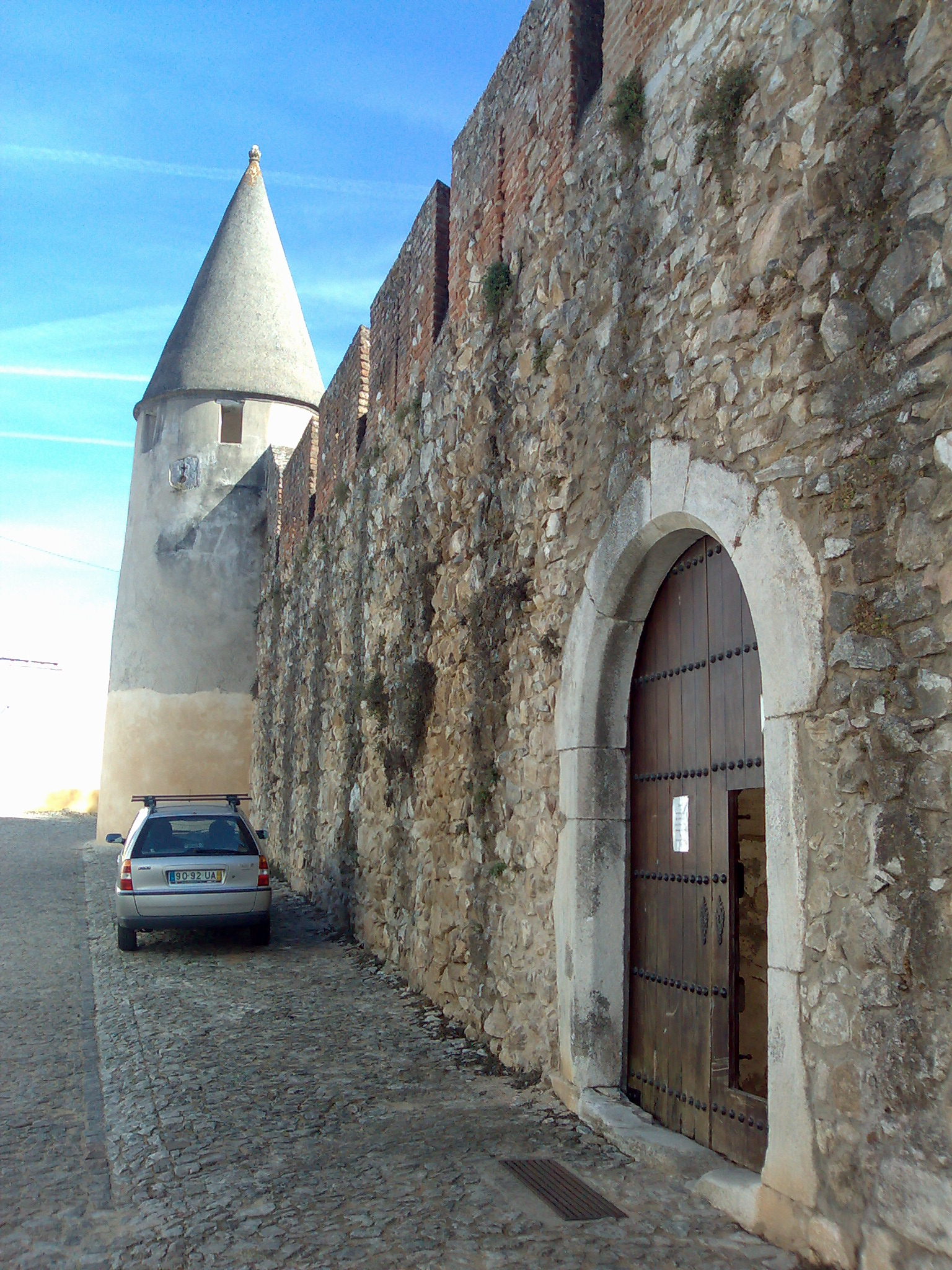
Portada e muralha
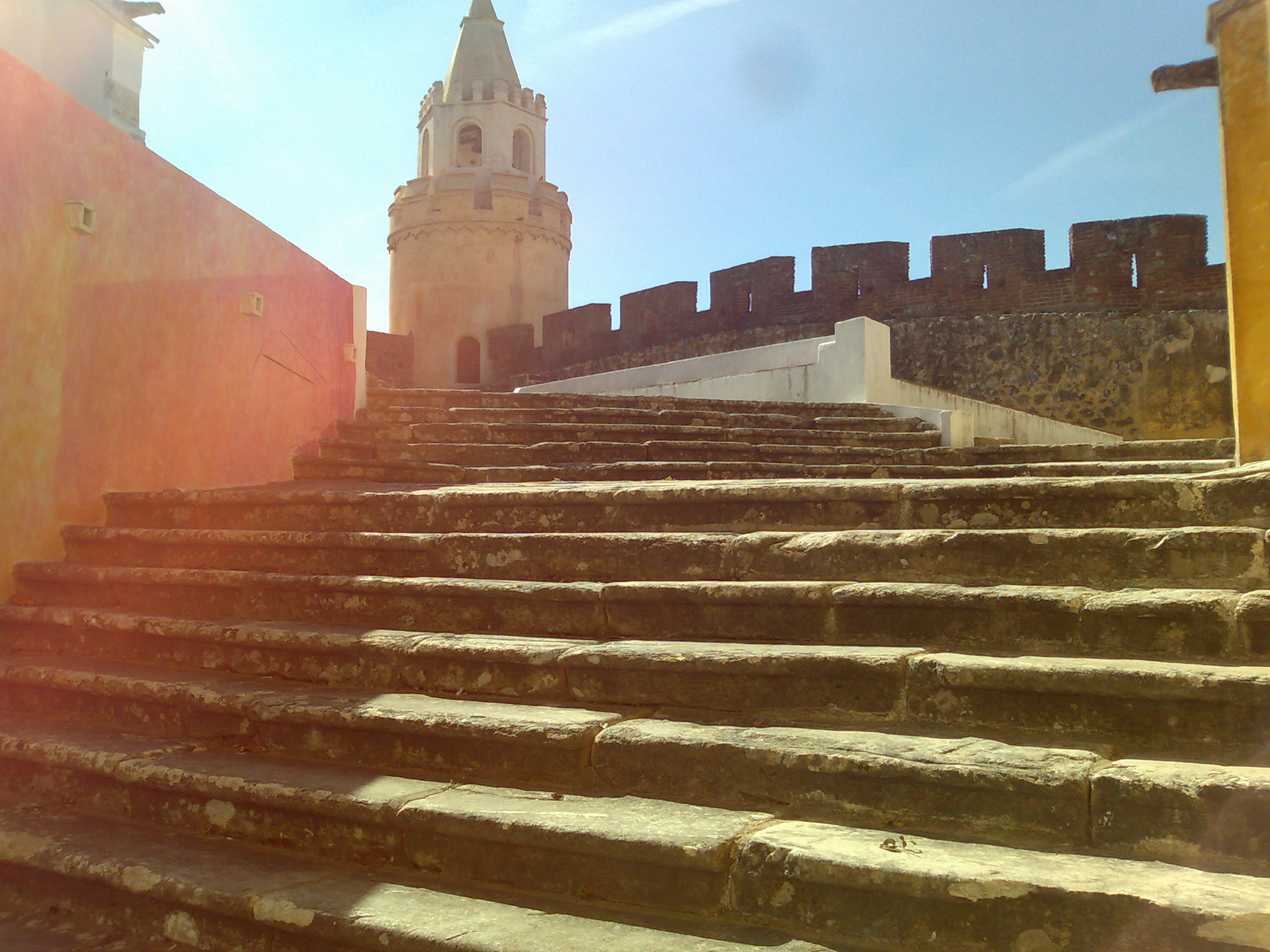
Escadaria interior e torre de menagem
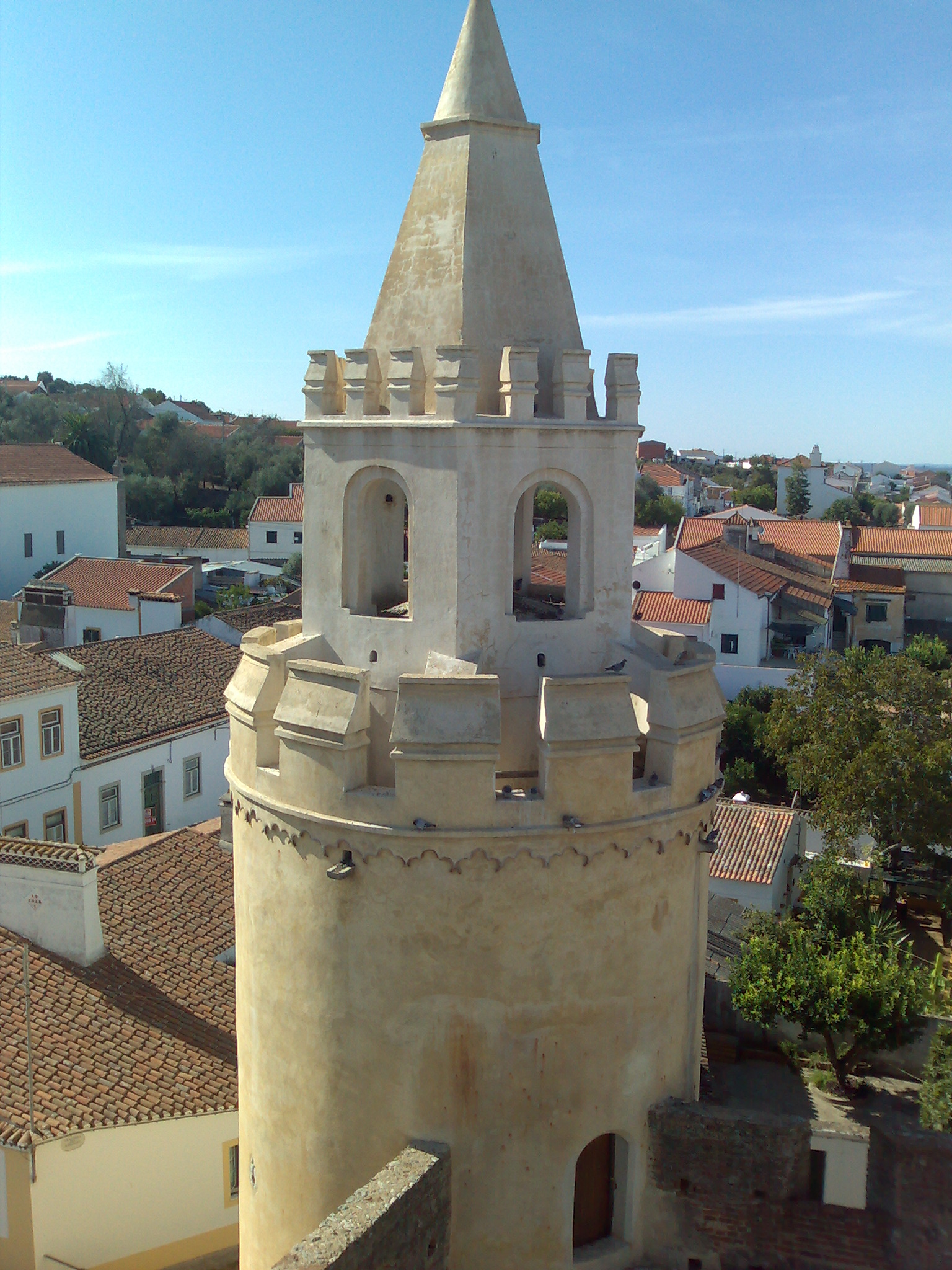
Torre de menagem
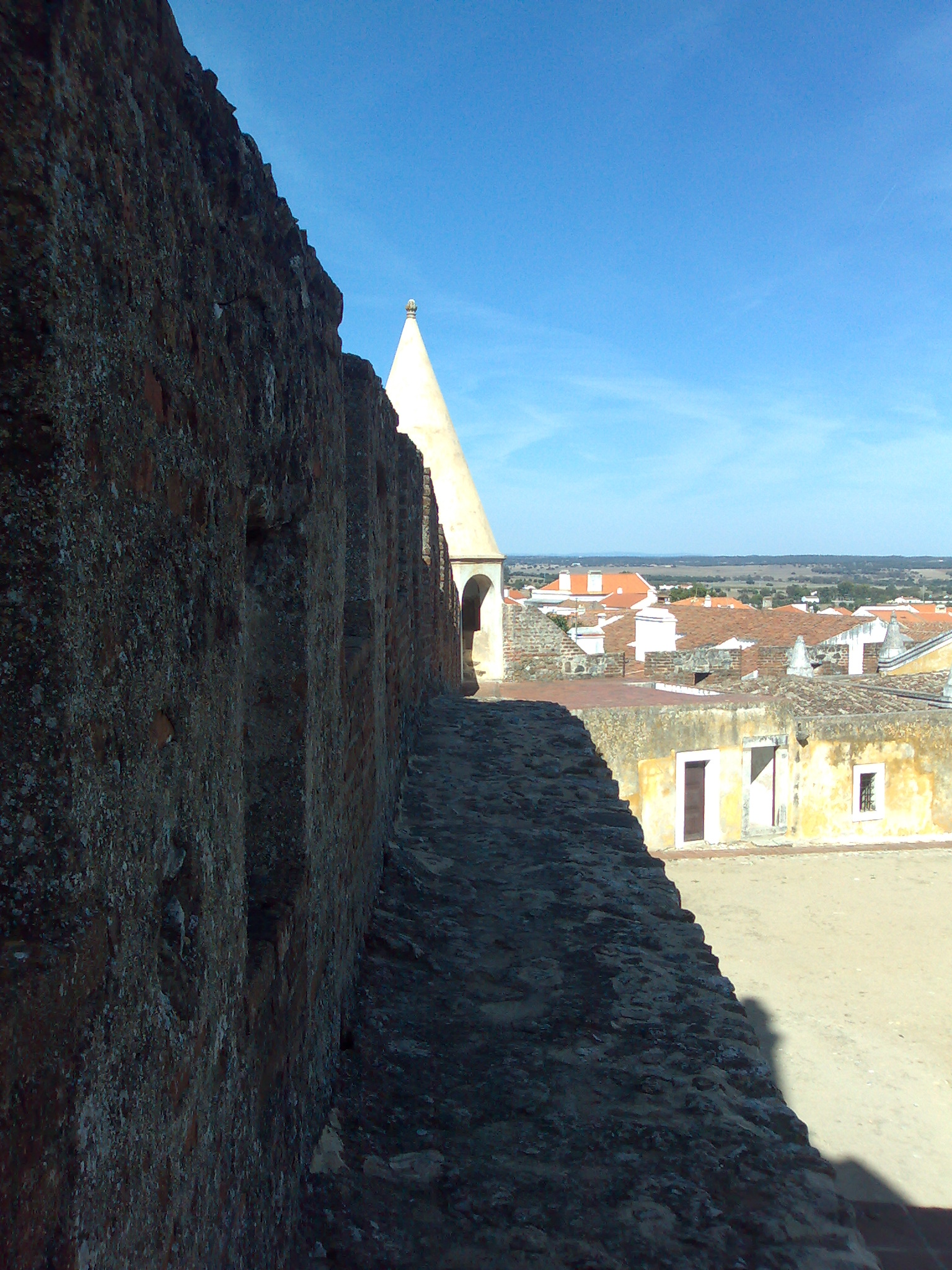
Muralha vista do interior
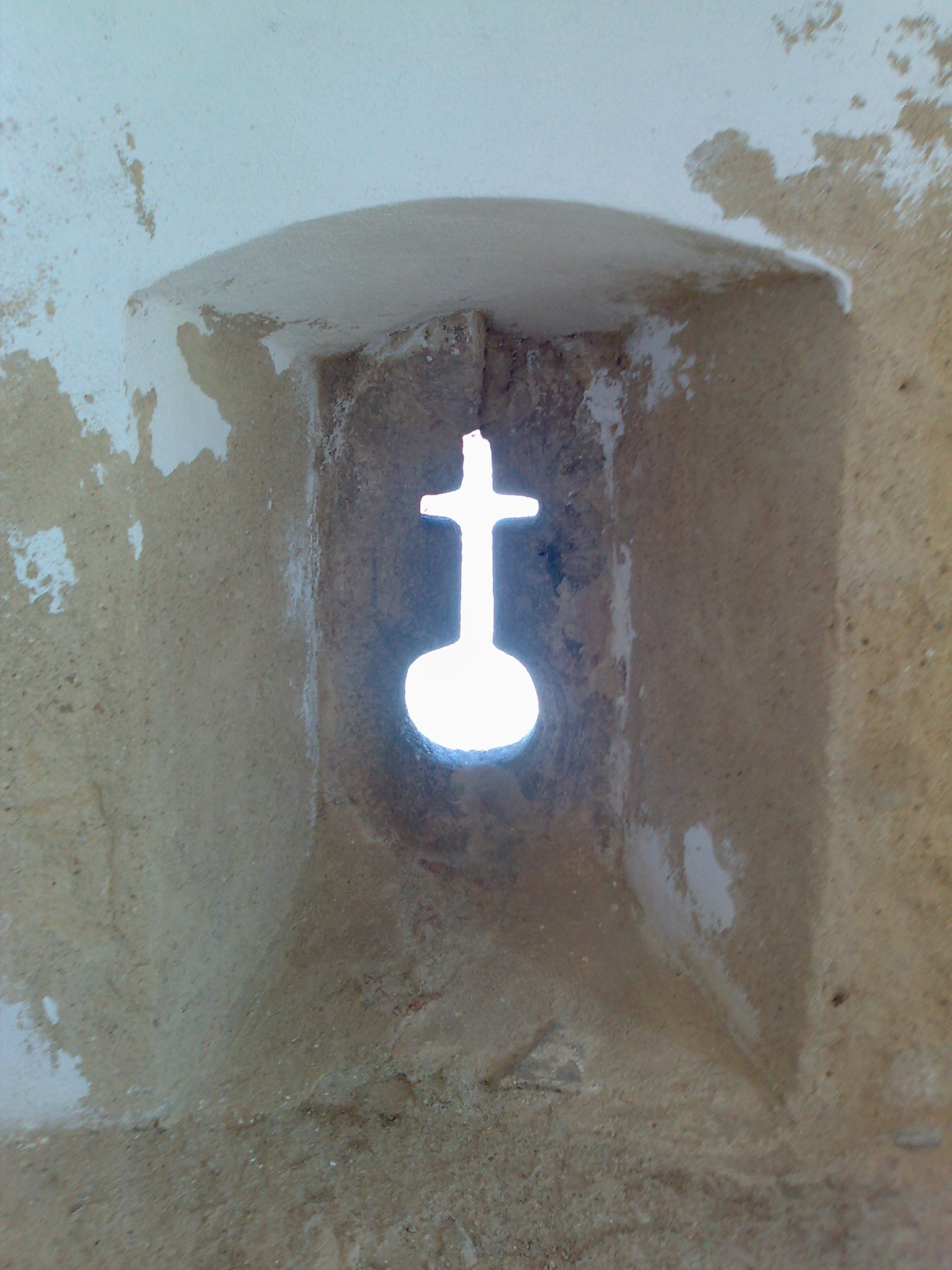
Pormenor do interior de um cubelo
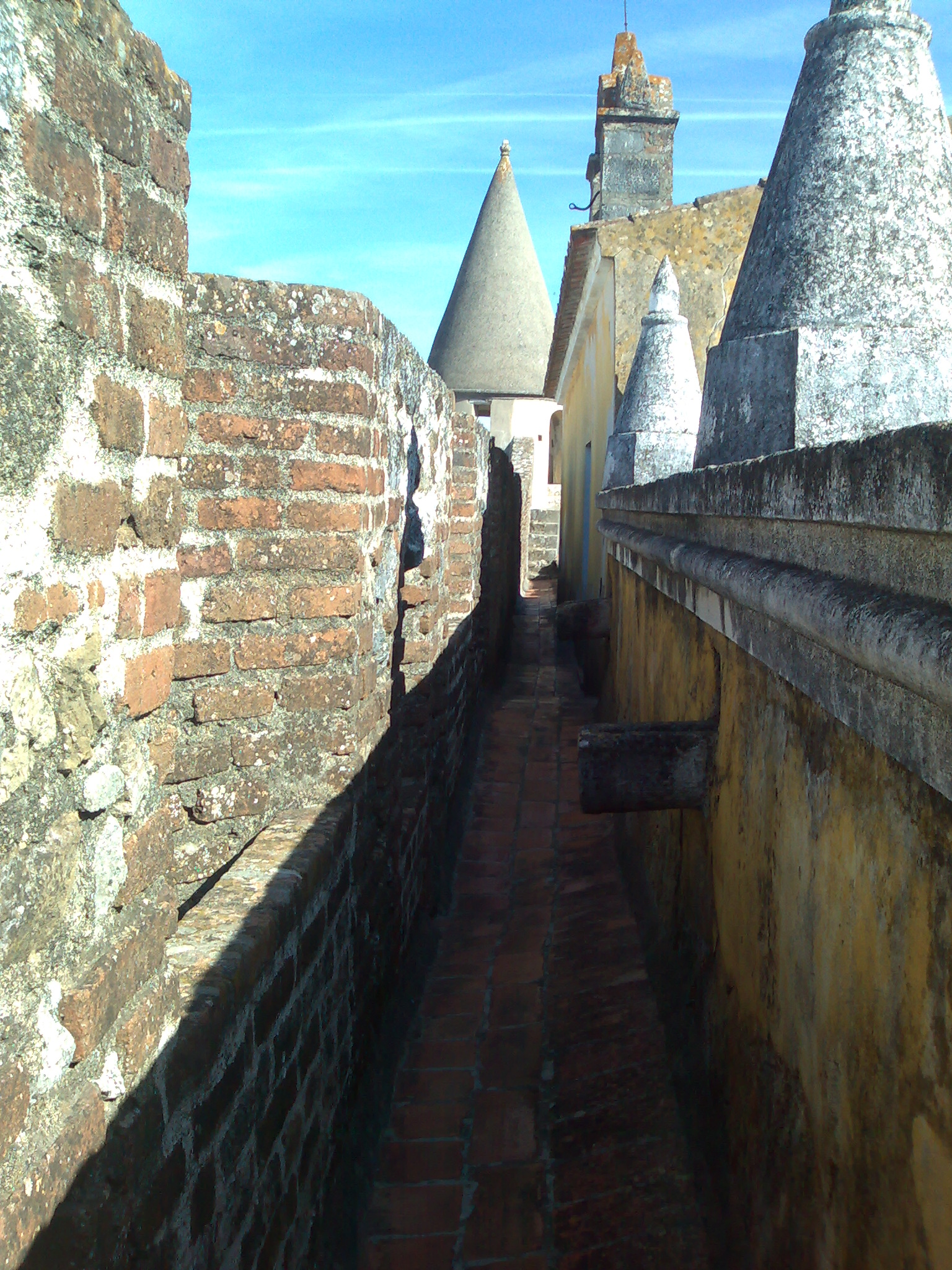
Muralha vista do interior e cubelo
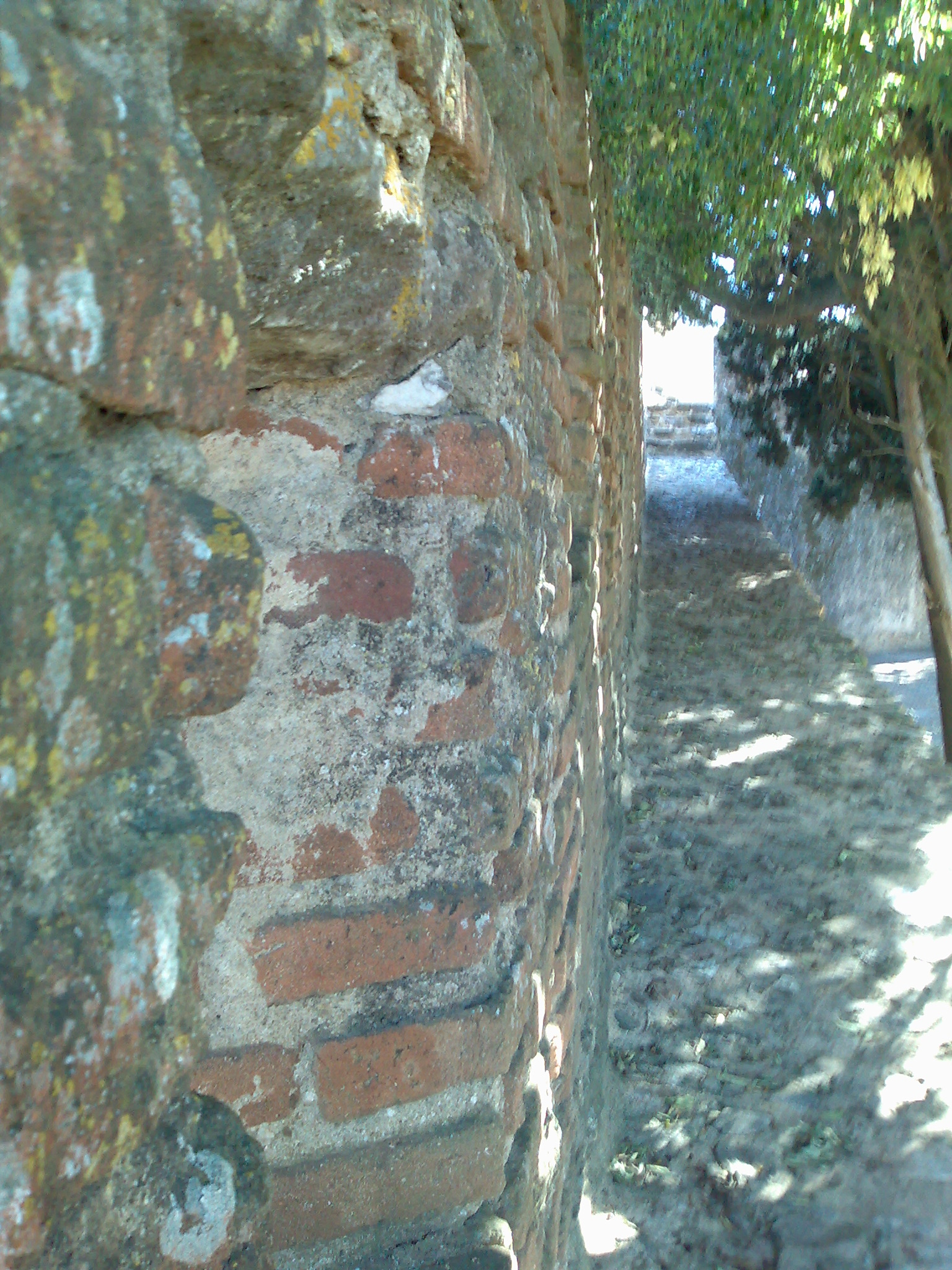
Muralha vista do interior (ao lado do jardim)
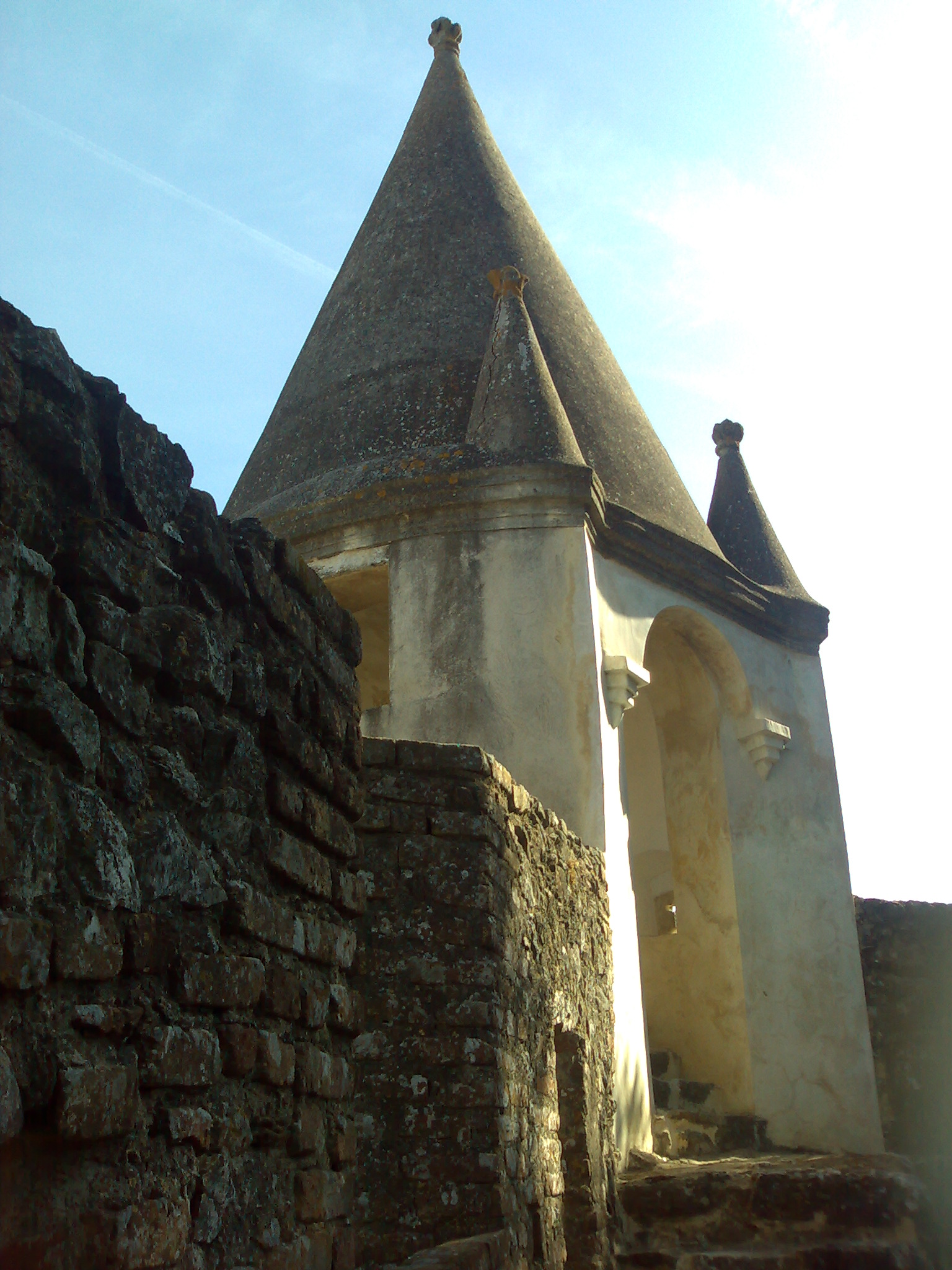
Cubelo cilíndrico
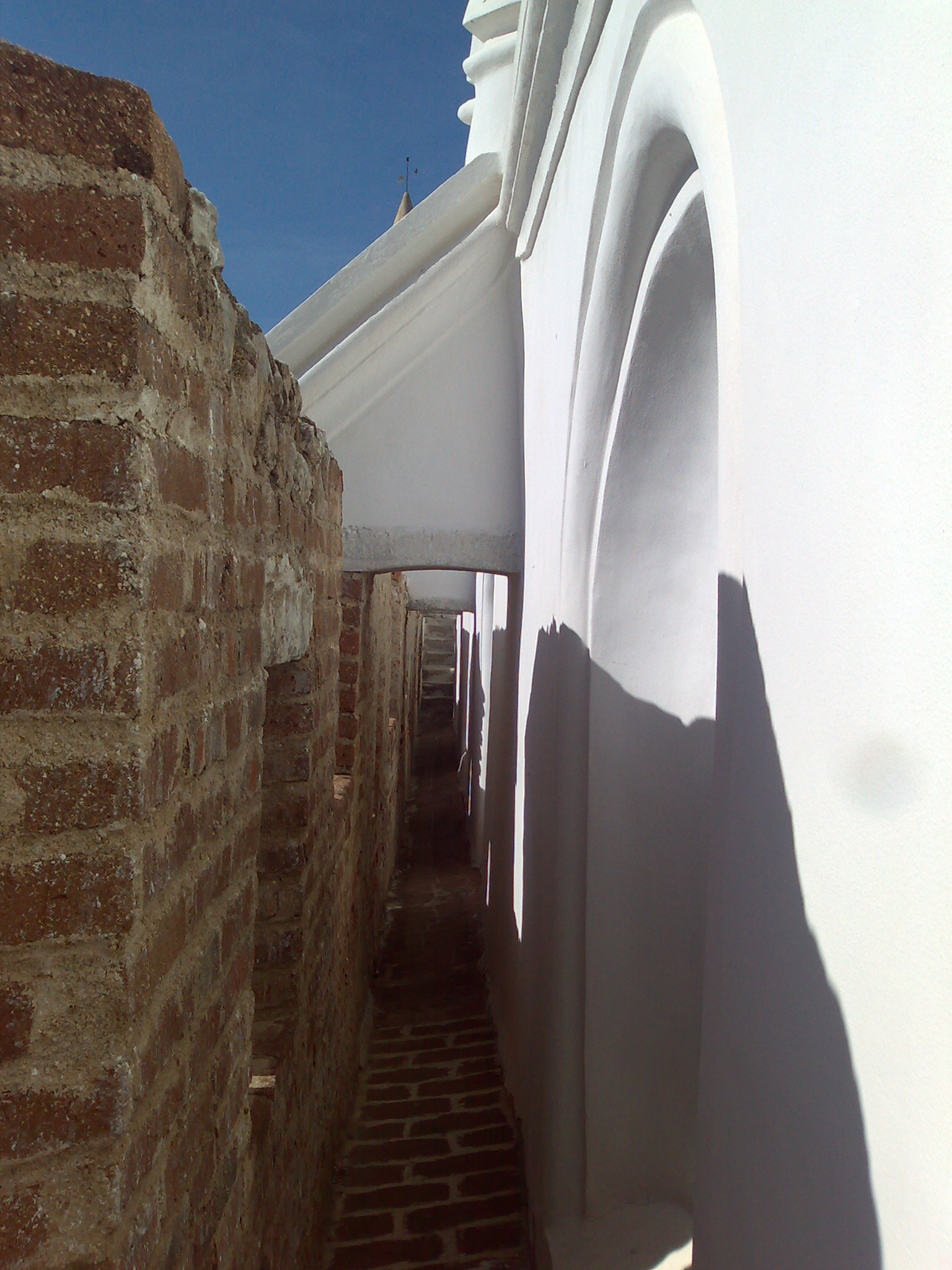
Secção da muralha unida à Igreja Matriz